# История почты и почтовых марок Гвинеи
История почты и почтовых марок Гвинеи описывает развитие почтовой связи в Гвинее, государстве в Западной Африке и бывшей французской колонии Французская Гвинея, граничащем на севере с Сенегалом, на севере и северо-востоке — с Мали, на востоке — с Кот-д’Ивуаром, на юге — с Либерией, на юго-западе — с Сьерра-Леоне, на северо-западе — с Гвинеей-Бисау и омываемом с запада Атлантическим океаном, со столицей в Конакри.
Гвинея входит в число стран — участниц Всемирного почтового союза (ВПС; с 1959), а её нынешним национальным почтовым оператором является государственное учреждение промышленно-коммерческого характера «Почтовое ведомство Гвинеи» (фр. L’Office de la Poste Guinéenne).

## Развитие почты
С XVI века в Гвинее были налажены связи с европейскими купцами. В середине XIX века Франция заключила с местными правителями прибрежных районов ряд договоров, тем самым создав протектораты, которые были объединены в 1882 году в один протекторат Ривьер-дю-Сюд (Rivières du Sud), административно подчинённый французской колонии Сенегал. Управление открываемыми в прибрежных районах французскими почтовыми отделениями до 1892 года осуществлялось из Сенегала. В 1891 году Франция аннексировала протекторат, сформировав свою колонию Французская Гвинея.
На той территории Французской Гвинеи, которая в 1899 году была передана ей из Французского Судана, работало почтовое отделение в Сигири, в котором использовались почтовые марки Французского Судана.
Почтовое ведомство Гвинеи (фр. L’Office de la Poste Guinéenne) осуществляет свою деятельность на основании закона № 017 о почтовой отрасли от 8 сентября 2005 года и постановления от 2 июня 1992 года. В наши дни в почтовом ведомстве Гвинеи насчитывается 174 сотрудников. В стране работают 40 почтовых отделений (2014).

## Выпуски почтовых марок

### Французская Гвинея

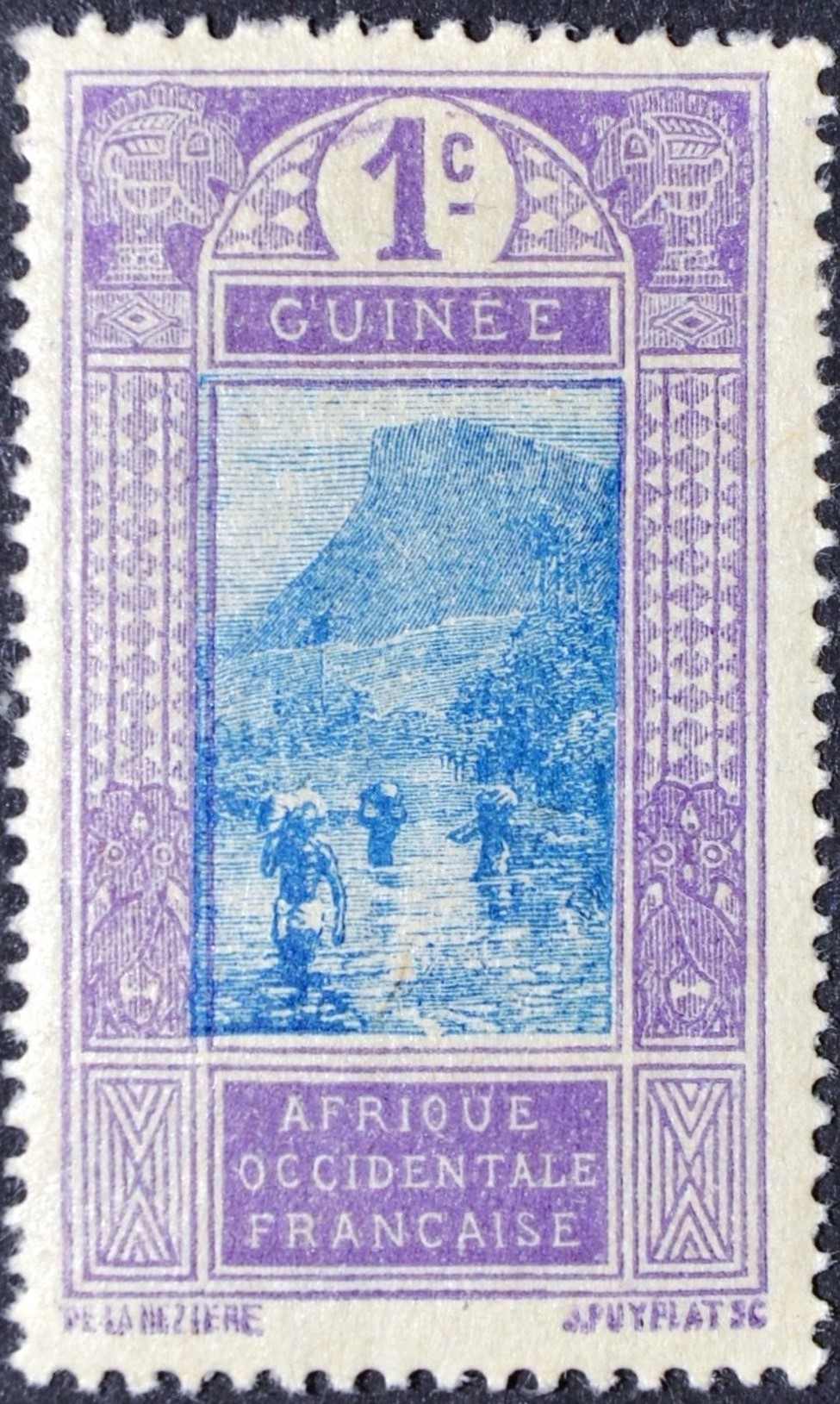
Почтовая марка Французской Гвинеи, 1913 г.

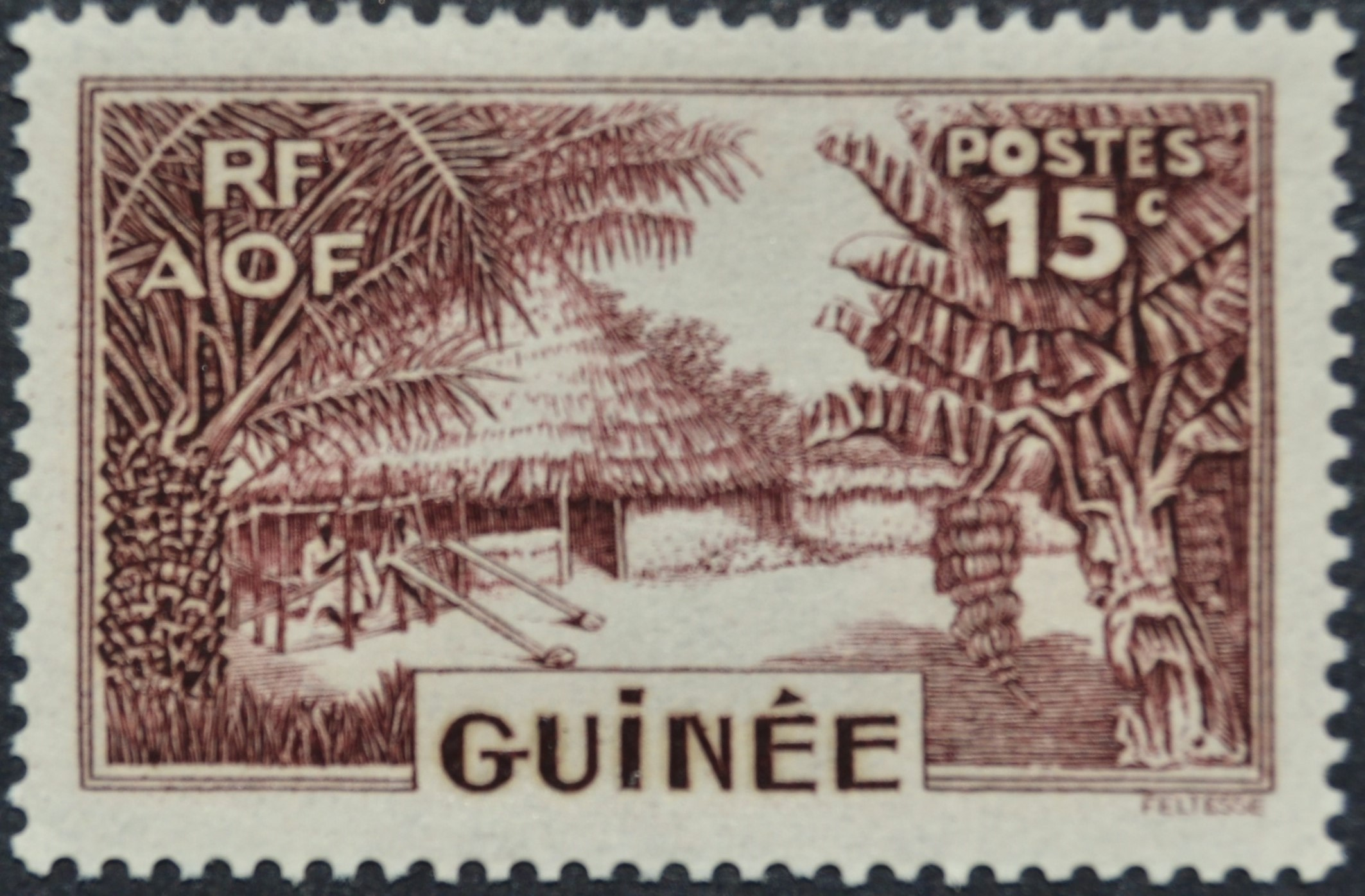
Почтовая марка Французской Гвинеи, 1938 г.

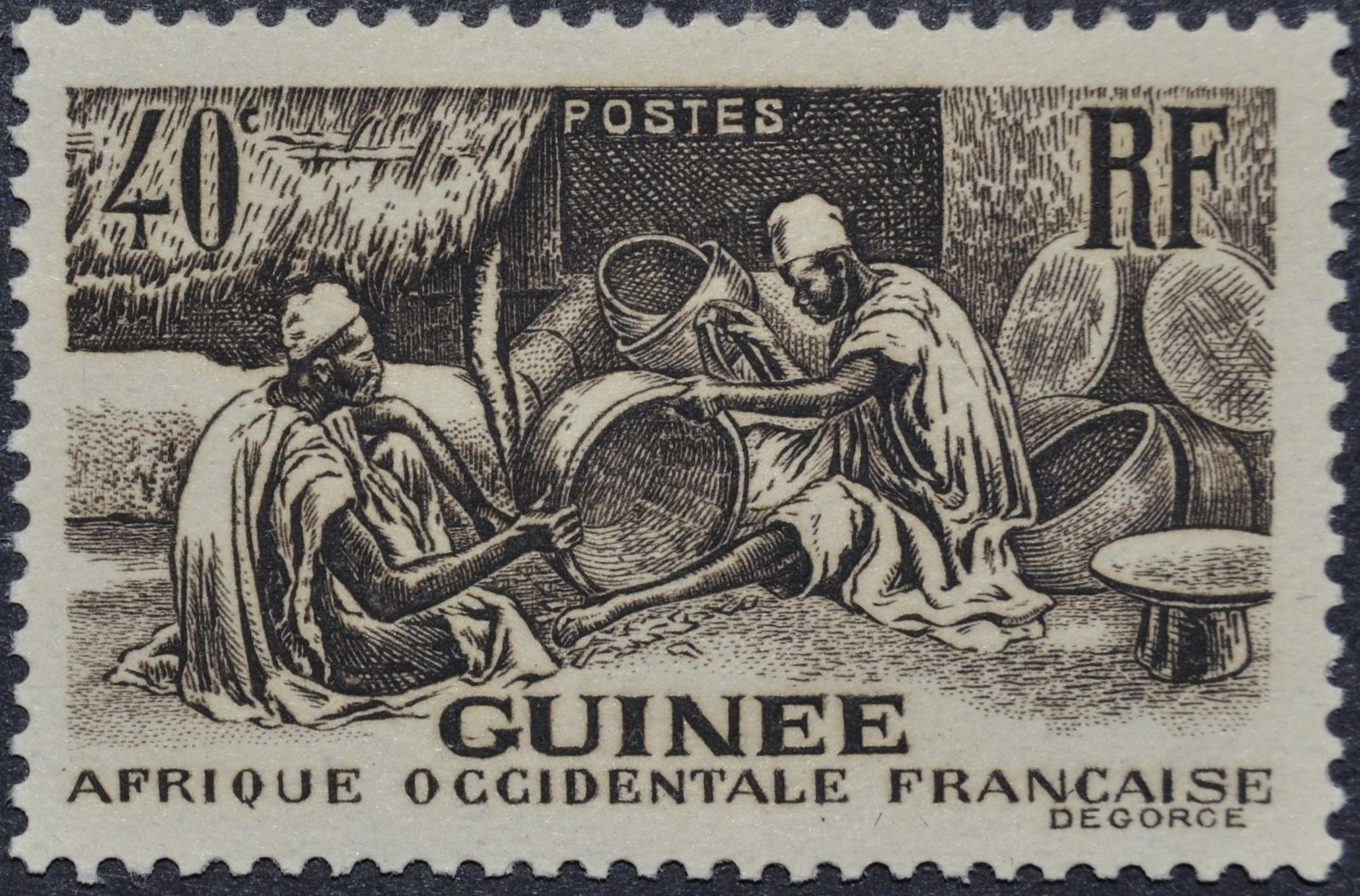
Почтовая марка Французской Гвинеи, 1938 г.

С 1881 года прибрежные районы Французской Гвинеи находились под управлением французской колонии Сенегал и там использовались общие почтовые выпуски Французских колоний, с 1887 года по 1892 год в обращении там были почтовые марки французской колонии Сенегал. Поскольку Французская Гвинея была выделена в отдельную колонию, первая серия из 13 марок колониального типа была выпущена в 1892 году.

### Французская Западная Африка
Французская Гвинея была присоединена к Французской Западной Африке вместе с другими французскими колониями в 1895 году.
В 1904 году на смену маркам колониального типа были выпущены почтовые марки оригинального рисунка.
На эмитируемых с 1906 года почтовых марках колонии присутствовала надпись фр. Guinée (Гвинея), а также дополнительно: Afrique Occidentale Française («Французская Западная Африка») либо сокращённо AOF для обозначения Французской Гвинеи как части федерации Французской Западной Африки. Другие надписи на марках колонии: «République Française. Colonies» («Французская Республика. Колонии»), «Postes» («Почта»), «Guinée Française» («Французская Гвинея»).
В 1937 году был эмитирован первый почтовый блок.
Почтовые марки выпускались для Французской Гвинеи, пока в 1943 году их не заменили марки Французской Западной Африки. В период между 1944 годом и обретением независимости в 1958 году во Французской Гвинее в обращении были почтовые марки Французской Западной Африки.

### Республика
Первые марки Гвинейской Республики были выпущены 5 января 1959 года в ознаменование обретения независимости. Это была надпечатка названия республики на почтовых марках Французской Западной Африки. Одновременно была эмитирована серия памятных марок.
Первый почтовый блок республики вышел в 1962 году.
Практически все почтовые марки Гвинейской Республики издавались с зубцовкой и без зубцовки. С 1958 года на гвинейских почтовых марках надпись — фр. «République de Guinée» («Гвинейская Республика»).
Отметилась Гвинея и в Россике, в частности успехам советской космонавтики был посвящён почтовый блок 1965 года, в честь В. И. Ленина и 60-летия Великой Октябрьской социалистической революции были выпущены серии почтовых марок.
В 1978—1984 годах государство называлось Гвинейской Народной Революционной Республикой.

## Другие виды почтовых марок

### Авиапочтовые
Авиапочтовые марки выпускались в колонии с 1940 года. В 1959 году вышли авиапочтовые марки Гвинейской Республики. На таких марках надпись: фр. «Poste aérienne» («Авиапочта»).

### Почтово-благотворительные
В 1915 году во Французской Гвинее была выпущена почтово-благотворительная марка.

### Доплатные
С 1905 года в колонии издавались доплатные марки. Первые доплатные марки республики были эмитированы в 1959 году. Надписи на доплатных марках Гвинеи: фр. «Taxe» («Доплата»), «Chiffre-taxe à percevoir» («Подлежит оплате»).